# تفجير الشعلة 2011
تفجير الشعلة 2011 هو تفجير انتحاري استهدف مجلس عزاء (فاتحة) في منطقة الشعلة شمال غرب العاصمة بغداد حيث فجر انتحاري يقود سيارة مفخخة مجلس عزاء في وسط المدينة أدت إلى مقتل أكثر من 48 شخص وإصابة 105 أخرين.